# Почвенные микроорганизмы
В структуре наземных экосистем и биоценозов значительную роль играет почвенная микрофлора. Микроорганизмы способствуют разложению мертвых органических веществ до минеральных, то есть участвуют в процессе, без которого нормальное существование биоценозов было бы невозможным.
Почвенная микрофлора отличается как видовым, так и функциональным многообразием. Интенсивность исследований в этой области, позволяет с оптимизмом смотреть на будущее сельскохозяйственной микробиологии. В зависимости от целей почвенную микрофлору можно с успехом применять как при выращивании растений и переработки различных субстратов, так и в смежных областях решая актуальные задачи биотехнологии.

## Общие сведения о микрофлоре почвы
Согласно исследованиям С. Н. Виноградского (1952) микрофлору почвы можно разделить на метаболически активные организмы (R-стратеги), которые ассимилируют неорганические, низкомолекулярные органические вещества и быстро ферментируют высокомолекулярные органические соединения — белки, целлюлозу, пектин, хитин («зимогенная» микрофлора), и метаболически малоактивные организмы (k-стратеги), способные к деструкции и синтезу гумусовых веществ («аутохтонная» микрофлора). С. П. Костычевым подразумевалось, что растения служат источником питательных субстратов для микрофлоры, которая является биологически активным окружением растения, поставляющим генетические ресурсы для эволюции симбиотически специализированных форм.
Существуют две основные группы фиксирующих атмосферный азот микроорганизмов — вступающие в симбиоз с высшими растениями (роды бактерий Rhizobium, Bradyrhizobium, Mezorhizobium, Sinorhizobium, Azorhizobium) и свободноживущие. Ко второй группе относятся ассоциативные азотфиксаторы (роды бактерий Azospirillum, Pseudomonas, Agrobacterium, Klebsiella, Bacillus, Enterobacter, Flavobacterium Arthrobacter и др.) и микроорганизмы, более приспособленные к свободному существованию в почве (роды бактерий Clostridium, Azotobacter, Beijerinckia и др.; азотфиксирующие фототрофные бактерии, цианобактерии).
По выражению В. И. Вернадского: «Почва пропитана жизнью». Жизнеспособные микроорганизмы могут давать в сутки несколько поколений себе подобных. В 1г почвы численность бактерий достигает миллиарда.
На большое количество микроорганизмов в биосфере указывают исследования Д. И. Никитина, по их подсчетам микробная биомасса в почве превышает ежегодно синтезируемую высшими растениями фитомассу.
Исследования П. А. Кожевина количества микробной биомассы дерново-подзолистой и серой лесной почв, а также чернозема показали, что на долю чистой микробной массы в среднем приходится около 0,1 % массы почвы. Им рассмотрены механизмы регуляции численности микроорганизмов и подходы к управлению желательной или нежелательной микрофлорой в почве.

## Функции микрофлоры почвы
Почвенная микрофлора разлагает органические субстанции и разрабатывает ценные формы гумуса в глубинных слоях земли. Жизненные процессы в почве играют ключевую роль для её строения, плодородия, роста и развития растений. В садовой почве с глубиной пахотного слоя до 0,2 м количество микроорганизмов может составлять 7 %, что означает 42 кг органической массы на каждые 100 квадратных метров.
Изучение микрофлоры почвы показало, что концепция микробиома, изначально предложенная J. Lederberg с соавт. для характеристики совокупного генома кишечной микрофлоры человека, может быть частично распространена на микробные сообщества растений. Основные функции эндофитных сообществ заключаются в контроле патогенов и вредителей, а также в освобождении растений от поступающих извне ксенобиотиков, а возможно, и от собственных токсичных метаболитов. Некоторые клубеньковые бактерии способны к фиксации азота. Такие бактерии вступают в симбиоз с бобовыми культурами, проникают в их корни и вызывают образование «клубеньков», в которых они размножаются. Эти микроорганизмы способны фиксировать азот, а образующийся при этом аммиак используется растением для собственного роста.
Некоторые виды микробного сообщества почвы могут выполнять такие функции как: ассимиляция почвенных источников азота, фосфора и железа, а также трансформация и перераспределение метаболитов между частями растения, что в определённой степени компенсирует отсутствие у него пищеварительных органов. Важной функцией эндофитов, особенно в условиях стрессов, может быть регуляция развития растений посредством активации синтеза гормонов, витаминов и других биологически активных веществ.
Обнаружено два пути диссимиляционной нитратредукции у различных представителей почвенной микрофлоры. При развитии в естественной среде обитания денитрифицирующие псевдомонады осуществляют оба процесса в равной мере, у спороносных бактерий доминирует восстановление нитрата до аммонийного азота. В результате осуществления процессов денитрификации у этих микроорганизмов обнаружены значительные потери азота из среды.
Микроскопические грибы отличаются наиболее активным и совершенным энергетическим обменом по сравнению с другими почвенными микроорганизмами. Коэффициент использования субстрата у них может достигать 50 — 60 %. У актиномицетов и бактерий этот показатель несколько ниже. Преобладание грибов в микробном сообществе, осуществляющем разложение растительных остатков, объясняется не только высокой проникающей способностью нитей грибного мицелия (гифов), но и биохимическими особенностями. При распаде целлюлозы, крахмала и пектинов почвы образуется большое количество органических кислот, которые повышает кислотность почвы, а это неблагоприятно сказывается на её заселении бактериями. Большинство микроорганизмов предпочитают нейтральную реакцию среды.
Биомасса грибов может активно развиваться как в верхних слоях почвы, так и при дефиците кислорода, например Fusarium (F. culmorum, F. oxysporum), Trichoderma viride и некоторые виды Aspergillus и Penicillium развиваются в глубинных слоях почвы. По сравнению с остальными почвенными организмами грибы имеют экономный обмен веществ, так как они используют большое количество углерода и азота из разлагаемых ими соединений для построения собственного тела. До 60 % расщепляемых грибами веществ переходит в слоевища грибов, то есть они также осуществляет фиксацию азота.

## Разработка препаратов на основе почвенной микрофлоры
Почвенные микроорганизмы значительно отличаются друг от друга по морфологии, размерам клеток, отношению к кислороду, потребностям к ростовым факторам, способности ассимилировать различные субстраты. В почве насчитывается свыше 100000 видов микроорганизмов, но в промышленности используется около 100 из них.
Одна из важнейших задач сельскохозяйственной микробиологии — выяснение роли микроорганизмов в агроландшафте, вычленение наиболее значимых видов, изучение их функций, селекции и интродукции в окружающую среду, что впоследствии позволит направленно регулировать почвенно- микробиологические процессы. Сельскохозяйственная микробиология превратилась в наиболее актуальное направление по причинам непредвиденных последствий применения минеральных удобрений, пестицидов и регуляторов роста растений. В большинстве случаев это привело к непредсказуемым изменениям климата и утрате как биологического разнообразия растений и животных, так и изменению микромира почвенного плодородного слоя. Необходимость использования биологических возможностей растений и микроорганизмов для частичной или полной замены агрохимикатов позволяет успешно решить проблему обеспечения питательными веществами и защиты растений от болезней и вредителей.
При определении продуктивности взаимодействия «растение-микроорганизм» необходима оценка совместимости метаболических систем, к примеру, путей транспортировки азота и углерода, а также отсутствие активных защитных реакций у растений в ответ на присутствие или проникновение микроорганизмов. Расположенные в ризосфере или «клубеньках» бактерии могут синтезировать вещества, как стимулирующие (фитогормоны, витамины), так и угнетающие (ризобиотоксины) развитие растения.
В настоящее время производятся продукты следующих классов:
- Вещества, синтезированные теми или иными почвенными микроорганизмами, например фитогормоны.[19]
- Препараты искусственно размноженных почвенных микроорганизмов определённых штаммов. Например, сенной палочки (Bacillus subtilis), или грибов-эндофитов.
- Препараты искусственно подобранных и искусственно воспроизводимых сообществ микроорганизмов, например «эффективные микроорганизмы».
- Препараты естественных сообществ микроорганизмов естественных и искусственных почв, например концентрированный почвенный раствор (КПР).